# Oleh Šupljak
Oleh Illič Šupljak (ukr. Олег Ілліч Шупляк, ang. Oleh Illich Shupliak) (nar. 23. září 1967; Bišče, Ternopilská oblast) je ukrajinský umělec a pedagog.
Věnuje se malbě, fotografii, grafice, ilustraci a animaci. Ve svém díle často využívá optické klamy.